# Sophie Jacot des Combes
Sophie Jacot des Combes (* 11. November 1879 in Erfurt; † 1941 in der Nähe von Kairo) war eine deutschsprachige Schriftstellerin und Malerin, die durch ihre Heirat Schweizerin wurde, aber einen grossen Teil ihres Lebens in Ägypten verbrachte.

## Leben
Sophie Jacot des Combes (vielfach auch Descombes geschrieben) wuchs als Sophie Hildebrand in Erfurt in Thüringen auf. In Kairo lernte sie den in Ägypten sesshaft gewordenen Schweizer Ingenieur Jaques Gustave Jacot Descombes kennen, den sie schon kurze Zeit später heiratete. Das Paar zog bald nach Alexandrien um. Im dortigen Hause Jacot Descombes trafen sich viele Mitglieder der damals sehr kosmopolitischen höheren Gesellschaft Alexandriens. Es wurde viel musiziert, man sprach gerne über Kunst und Literatur. Während des Ersten Weltkrieges lebte Sophie Jacot des Combes mit ihren zwei Kindern in der Nähe von Zürich in der Schweiz. In diesen Jahren publizierte sie ihren ersten Gedichtband und ihre erste Erzählung. Auch ihre späteren Werke, entstanden nach ihrer Rückkehr nach Ägypten, wurden von Schweizer Verlagen herausgegeben. Sie starb bei einem Autounglück in der Nähe von Kairo.

## Werke
Ihren ersten Gedichtband Allerhand Verse veröffentlichte Sophie Jacot des Combes im Jahr 1916. Nach der Erzählung Moses. Eine Erzählung aus der Sagenzeit des Volkes Israel, die 1917 beim Verlag Orell Füssli in Zürich erschien, veröffentlichte sie 1922 Gedichte und Variationen, das unter anderem das Gedicht „Zeit“ enthielt. Nach dem Roman Annas Irrwege (1922) folgte 1924 mit Neue Gedichte und Übertragungen ein weiterer Gedichtband.
Später verfasste sie 1930 den Roman Frauen schreiben sich Briefe (herausgegeben bei der Deutsch-Schweizerischen Verlagsanstalt), ehe 1933 der Gedichtband Träume des Menschen erschien.